# Onthophagus taiyaruensis
Onthophagus taiyaruensis es una especie de insecto del género Onthophagus, familia Scarabaeidae, orden Coleoptera.
Fue descrita científicamente por Masumoto en 1977.